# Als wir tanzten
Als wir tanzten (Originaltitel, englisch And Then We Danced, georgisch და ჩვენ ვიცეკვეთ Da tschwen wizekwet) ist ein Filmdrama von Levan Akin, das am 16. Mai 2019 bei den Quinzaine des Réalisateurs in Cannes seine Premiere feierte und am 13. September 2019 in die schwedischen Kinos kam.

## Handlung
Bereits seit seiner Kindheit trainierte Merab mit seiner Tanzpartnerin Mary im Georgian National Ensemble. Seine Welt wird auf den Kopf gestellt, als eines Tages der charismatische und unbekümmerte Irakli zu dem Ensemble stößt. Dieser wird nicht nur zu seinem größten Rivalen, sondern weckt auch ein sexuelles Verlangen in ihm.

## Produktion
Regie führte Levan Akin, der auch das Drehbuch schrieb. Es handelt sich nach Zirkel (Originaltitel Cirkeln) aus dem Jahr 2015 um seinen zweiten Film, bei dem er Regie führte und um den ersten Spielfilm in georgischer Sprache des schwedischen Regisseurs georgischer Herkunft. Für Akin ist der Film ein Liebesbrief an die Kultur und die Tradition Georgiens: „Ich wollte zeigen, dass es keinen Widerspruch darstellt, sein Erbe zu lieben, Teil dieser Kultur zu sein und doch nicht der Norm zu entsprechen. Das war das übergeordnete Thema für mich.“ Da es in Georgien noch immer homophobe Ansichten gibt, gab der Regisseur vor den Dreharbeiten eine andere Geschichte an, die der Film erzählt, um nicht von den verschiedenen Drehorten vertrieben zu werden. Der Name des georgischen Tanzchoreografen wird im Abspann nicht genannt, sondern als „anonym“ aufgeführt, da Akin befürchtete, dieser könne seinen Job verlieren.
Die Hauptrolle von Merab besetzte er mit dem Tänzer Levan Gelbakhiani. Seine Tanzpartnerin Mary wird von Ana Javakishvili gespielt, Irakli von Bachi Valishvili. 
Die deutsche Synchronisation entstand nach der Dialogregie von Marc Boettcher im Auftrag der Berliner Synchron GmbH Wenzel Lüdecke.
Die Dreharbeiten fanden im georgischen Tbilisi statt. Als Kamerafrau fungierte Lisabi Fridell.

## Veröffentlichung
Ein erster Trailer wurde Anfang Mai 2019 vorgestellt. Am 16. Mai 2019 feierte der Film im Rahmen der Internationalen Filmfestspiele von Cannes in der Quinzaine des réalisateurs, der Directors’ Fortnight, seine Weltpremiere. Ende Juli und Anfang August 2019 wurde er beim Jerusalem Film Festival gezeigt. Die Deutschlandpremiere des Films fand am 28. August 2019 im Rahmen des queerfilmfestivals in Berlin, München und Stuttgart statt. Anfang Oktober 2019 wurde er beim London Film Festival und hiernach beim Internationalen Filmfestival Warschau vorgestellt. Am 13. September 2019 kam er in die schwedischen Kinos. Anfang November 2019 wurde er beim Minsk International Film Festival „Listapad“ im offiziellen Hauptwettbewerb gezeigt. Im November 2019 wurde er auch beim AFI Film Festival in der World Cinema Section vorgestellt. Am zweiten Novemberwochenende 2019 wurde der Film in fünf unter Polizeischutz stehenden georgischen Kinos in Batumi und Tiflis gezeigt, wobei es zu massiven Ausschreitungen kam und 27 Menschen festgenommen wurden. Die Vertriebsrechte des Films für Nordamerika liegen bei Music Box Films. Im Januar 2020 wurde der Film beim Palm Springs International Film Festival und beim Sundance Film Festival in der Sektion Spotlight gezeigt, bevor er am 7. Februar 2020 in ausgewählte US-Kinos kam. Ein Kinostart in Deutschland war am 9. April 2020 geplant, dieser wurde jedoch wegen der Coronavirus-Pandemie auf den 23. Juli verschoben. In der deutschsprachigen Schweiz lief der Film seit dem 25. Juni 2020. Im September 2020 wird er beim International Film Festival Piešťany gezeigt.
Arte zeigte den Film erstmals am 17. Februar 2022 im Free-TV. Der Bayerische Rundfunk strahlte den Film am 27. Juli 2023 aus; am 8. August 2023 sendete ihn auch der rbb in der Reihe rbb queer.

## Rezeption

### Kritiken
Der Film konnte bislang 93 Prozent aller Kritiker bei Rotten Tomatoes überzeugen und erhielt hierbei eine durchschnittliche Bewertung von 7,9 der möglichen 10 Punkte. Indie Wire zählte Als wir tanzten zu den besten LGBTQ-Filmen des Jahres 2019. Im IndieWire Critics Poll 2020 landete Als wir tanzten zudem unter den internationalen Filmen auf dem 8. Platz.
Nathanael Brohammer von der Gilde deutscher Filmkunsttheater hebt in seiner Kritik besonders Hauptdarsteller Levan Gelbakhiani hervor, der in den Tanzdarbietungen schlichtweg hinreiße und auch sonst mit ebenso nuanciertem, unaufdringlich-authentischen Spiel begeistere wie einst Timothée Chalamet in Call Me by Your Name. Zugleich sei der Film auch das bedrückende Porträt einer von der Globalisierung abgehängten Kulturzone und insbesondere einer Jugend, die wegwill, wobei Tiflis beiläufig in seinen weniger schmeichelhaften Facetten und maroderen Infrastrukturen gezeigt wird, so Brohammer weiter: „Auch die Jugendlichen im Ensemble schleifen kleine Hoffnungen und abdämmende Sehnsüchte mit sich.“
Steven Meyer schreibt im fluter – Magazin der Bundeszentrale für politische Bildung, dadurch dass Akin diese Liebesgeschichte direkt im Herzen des konservativen Georgiens, nämlich dem Nationaltanz, ansiedelt, breche Als wir tanzten so wie der Hollywoodfilm Brokeback Mountain, der die Liebe zweier Männer im US-amerikanischen Kulturklischee Western darstellte, ein Kulturgut im mehrheitlich orthodoxen Georgien auf. Angesichts dieser Umstände sei es verblüffend, mit welcher Leichtigkeit Levan Akin die schwule Liebesgeschichte erzählt und er die homofeindliche Stimmung im Land nicht zum Mittelpunkt des Films macht. Er bleibe ganz bei den Hauptdarstellern Levan Gelbakhiani und Bachi Valishvili, die ihre vermeintlich deplatzierten Gefühle so glaubwürdig verkörperten, dass man sich als Zuschauer der Geschichte nicht entziehen kann.

### Auszeichnungen
Als wir tanzten wurde von Schweden als Beitrag für die Oscarverleihung 2020 in der Kategorie Bester Internationaler Film eingereicht, gelangte aber nicht in die engere Auswahl. Im Folgenden weitere Auszeichnungen und Nominierungen.
Chicago International Film Festival 2019
- Auszeichnung mit dem Best International Feature Audience Award (Levan Akin)
- Auszeichnung mit dem Gold Q-Hugo im Out-Look Competition (Levan Akin)[27][28]

Cork Film Festival 2019
- Nominierung für den Publikumspreis (Levan Akin)[29]

Europäischer Filmpreis 2019
- Nominierung für den European University Film Award (Levan Akin)
- Nominierung als Bester Schauspieler (Levan Gelbakhiani)

European Film Festival Sevilla 2019
- Auszeichnung mit dem Ocaña Award to Freedom (Levan Akin)
- Auszeichnung mit dem Publikumspreis in der EFA Selection (Levan Akin)[30]

GLAAD Media Awards 2021
- Nominierung in der Kategorie Outstanding Film – Limited Release[31]

Guldbagge 2020
- Auszeichnung als Bester Film (Levan Akin)
- Auszeichnung als Bester Hauptdarsteller (Levan Gelbakhiani)
- Auszeichnung für das Beste Drehbuch (Levan Akin)
- Auszeichnung für die Beste Kamera (Lisabi Fridell)
- Nominierung für die Beste Regie (Levan Akin)
- Nominierung als Bester Nebendarsteller (Bachi Valishvili)
- Nominierung für das Beste Produktionsdesign (Teo Baramidze)[32]

Internationale Filmfestspiele von Cannes 2019
- Nominierung für die Queer Palm (Levan Akin)

Minsk International Film Festival „Listapad“ 2019
- Auszeichnung als Bester Schauspieler (Levan Gelbakhiani)[33]

Odessa International Film Festival 2019
- Auszeichnung mit dem Goldenen Duke im internationalen Wettbewerb (Levan Akin)
- Auszeichnung als Bester Schauspieler im internationalen Wettbewerb (Levan Gelbakhiani)
- Auszeichnung mit dem Großen Preis (Levan Akin, gemeinsam mit Evge)[34]

Palm Springs International Film Festival 2020
- Nominierung als Bester fremdsprachiger Film für den FIPRESCI-Preis (Levan Akin)[35]

Sarajevo Film Festival 2019
- Nominierung als Bester Film (Levan Akin)
- Auszeichnung als Bester Schauspieler (Levan Gelbakhiani)[36][37]

Zurich Film Festival 2019
- Nominierung für das Goldene Auge[38]